# Gimmel
Le Gimmel erano un gruppo musicale finlandese tutto al femminile formatosi attraverso la prima edizione del talent show Popstars in Finlandia.

## Carriera

### Popstars
Il gruppo venne formato in maniera mediatica attraverso la prima edizione finlandese di Popstars. Alle audizioni si presentarono centinaia di aspiranti cantanti, ma di queste ne vennero scelte solo 25 per la fase finale. Le vincitrici furono quattro ragazze: Jenni Vartiainen, Susanna Korvala, Ushma Karnani e Jonna Pirinen. Jonna Pirinen però abbandonò il gruppo neanche dopo un mese perché maggiormente interessata ad una carriera solista e a seguito di controversie con le compagne. Le altre tre ragazze decisero di andare avanti col progetto e scelsero il nome di Gimmel. La parola "Gimmel" indica la terza lettera dell'alfabeto ebraico e anche il numero tre, inoltre il "Gimmel Ring" era un anello di nozze rinascimentale composto da due o tre parti.

### Il debutto e il successo:Lentoon
Il 25 ottobre 2002 viene pubblicato il singolo di debutto del gruppo: Etsit muijaa seuraavaa, che arrivò alla #1 nella classifica finlandese e rimase in prima posizione per ben 4 settimane. Il pezzo raggiunse il disco d'oro in pochi giorni e divenne disco di platino in poco più di una settimana.
Il 22 novembre 2002 venne pubblicato il primo album del gruppo: Lentoon, che raggiunse subito la prima posizione nella classifica finlandese e rimase stabile per tre settimane. Solamente nel 2002, il disco ha venduto più di 92 000 copie circa, diventando l'album più venduto in Finlandia di quell'anno.
Il 27 gennaio 2003 le ragazze pubblicano un secondo singolo: Roviolla, che raggiunge la #3 nella classifica finlandese.
Il gruppo vinse ben tre premi agli Emma gaala nelle categorie: "Nuovo artista Pop-Rock dell'anno", "Album di debutto dell'anno" e "Artista più venduto dell'anno".
Successivamente lanciarono in radio il singolo promozionale Jokotai e cominciarono a lavorare al secondo album.

### Il secondo album:Kaksi kertaa enemmän
Nell'ottobre del 2003 le Gimmel ritornano con un nuovo singolo: Sydän Pliis Särkekää, che raggiunse la #1 in classifica e rimase stabile per due settimane.
A novembre viene pubblicato il secondo album Kaksi kertaa enemmän, che raggiunge il secondo posto in classifica e con le sue oltre 50 000 copie vendute riesce a raggiungere il disco di platino.
Dall'album venne estratto anche il pezzo Harmaata lunta, che raggiunse la #11 in classifica.

### Il terzo album:Pisaroita Ja Kyyneleitäe lo scioglimento
Nel giugno del 2004 viene pubblicato il singolo Pisaroita Ja Kyyneleitä, che però raggiunge solo la #16 in classifica. A fine estate viene pubblicato il terzo album omonimo Pisaroita Ja Kyyneleitä. L'album va meglio del singolo riuscendo ad arrivare alla terza posizione, tuttavia il disco esce definitivamente dalla classifica dopo solo sei settimane.
Le ragazze pubblicano un altro singolo unicamente promozionale-radiofonico: Rakkauden hurrikaani e decidono di interrompere la promozione dell'album.
Il gruppo si sciolse ufficialmente verso la fine del 2004.
Il 24 settembre 2007 viene lanciata sul mercato la raccolta Collections, contenente tutti i maggiori successi del gruppo.
Dopo lo scioglimento, Jenni Vartiainen ha incominciato una carriera solista di successo, ma anche Jonna Pirinen, che aveva abbandonato il gruppo prima del debutto. Ushma Olava invece divenne protagonista nella serie televisiva Donna Paukku ed entrò in una band chiamata Uptown Rockers.

## Discografia

### Album
- 2002 - Lentoon
- 2003 - Kaksi kertaa enemmän
- 2004 - Pisaroita ja kyyneleitä
- 2007 - Collections (Greatest Hits)

### Singoli
- 2002 - Etsit muijaa seuraavaa
- 2003 - Roviolla
- 2003 - Jokotai (promozionale)
- 2003 - Sydän pliis särkekää
- 2003 - Harmaata lunta
- 2004 - Pisaroita ja kyyneleitä
- 2004 - Rakkauden hurrikaani (promozionale)